# Ян Циж
Ян Цыж ([ˈjan ˈtsɨʃ], н.-луж. Jan Cyž, нім. Johann Ziesche, 13 січня 1898 року, Журіца, Німеччина — 21 вересня 1985 року, Бауцен, Німеччина) — верхньолужицький письменник, видавець, юрист і громадський діяч. Був головою Лужицької народної ради і старостою Бауценського адміністративного району. Лауреат літературної премії імені Якуба Цішинського.

## Життєпис
Народився 13 січня 1898 року в лужицькому селі Журіца. Середню освіту здобув у німецькій гімназії в празькому історичному районі Мала Страна. Вивчав юриспруденцію в Карловому університеті. 1921 року організував 47-й молодіжний літній табір-фестиваль для лужицької молоді під назвою «Схадзованка». Захистив докторський ступінь з юриспруденції. Від 1926 до 1932 року працював у Котбусі у філії Лужицького народного банку. Після приходу до влади націонал-соціалістів за свою діяльність у лужицькому національному русі був на недовгий час ув'язнений. Від 1934 року видавав лужицьку газету «Сербське новіни», допомагаючи матеріально підтримувати видання до 1937 року.
Під час Другої світової війни за свою попередню діяльність кілька разів був ув'язнений. У лютому 1945 року під час бомбардування Дрездена втік з в'язниці. У травні 1945 року був призначений радянською військовою комендатурою старостою Бауценського району. В цей самий час займався діяльністю над заснуванням незалежної лужицької держави, беручи участь у роботі Лужицької народної ради, в якій обіймав посаду голови.
Двічі відзначений премією імені Якуба Цішинського (в 1964 і 1999 роках).
Від 1955 року видавав і редагував лужицьку газету «Nowa doba».
Помер 21 вересня 1985 року в Бауцені і похований у родинному склепі Яна Арношта Смолера.

## Твори
Писав верхньолужицькою мовою.
- «Za wšědnym chlěbom. Žiwjenski wobraz serbskeho holana». Berlin: Volk und Wissen, 1957;
- «Mój sokoł. Wuběrk basnjow a prozy». Budyšin: LND, 1962
- «Jan Arnošt Smoler. Wobrys jeho žiwjenja a skutkowanja». Budyšin: LND, 1966
- «Wojowanje wo wuswobodźenje Łužicy. Za čas wulkeje bitwy wo Berlin 1945». Budyšin: LND, 1975
- «Ćernje na puću do swobody. Dopomnjenki wot nowembra 1944 co kónca meje 1945». Budyšin: LND, 1979
- «Hdyž so młody na puć podaš. Dopomnjenki z časa dźěćatstwa a młodosće hač do apryla 1926». Budyšin: LND, 1983
- «W tlamje ječibjela. Dopomnjenki na lěta 1926 do 1944». Budyšin: LND, 1984